# Dicranomyia (Dicranomyia) shinanoensis
Dicranomyia (Dicranomyia) shinanoensis is een tweevleugelige uit de familie steltmuggen (Limoniidae). De soort komt voor in het Palearctisch gebied.